# Magik Markers
I Magik Markers sono una noise rock band originaria di Hartford, Connecticut. I membri, Elisa Ambrogio, Pete Nolan e Lia Quimby hanno cominciato l'attività  nel loro scantinato nel 2001.
Dopo aver aperto i concerti per i Sonic Youth nel loro tour americano nel 2004, la band ha acquisito una certa notorietà. La band è conosciuta anche per la sua discografia molto corposa nonostante i pochi anni di attività del gruppo, album pubblicati per diverse etichette, una tra queste è l'Ecstatic Peace di Thurston Moore.
Leah Quimby ha lasciato la band nel maggio 2006. Diverse persone hanno collaborato con loro successivamente prima di mantenere l'assetto come duo composto dai membri originali Pete ed Elisa.
Nel settembre 2007, la band ha pubblicato Boss, prodotto da Lee Ranaldo. Questo album è stato il più complesso e strutturato che i Magik Markers abbiano mai concepito fino ad oggi.
I Magik Markers hanno visitato gli Stati Uniti e l'Europa più volte.

## Formazione

### Formazione attuale
- Elisa Ambrogio - chitarra e voce
- Pete Nolan - batteria

### Ex componenti
- Leah Quimby - chitarra

## Discografia
2002
- Beep Beep (CD-R, Arbitrary Signs)
- Mystery City (CD-R, Arbitrary Signs)

2003
- Book as Symbol of 8 Precious Things - Hand Of The Creator (CD-R, Arbitrary Signs)

2004
- In The East (CD-R, Imvated)
- Blues For Randy Sutherland (CD-R, Arbitrary Signs)
- Live '03 (CD-R, Arbitrary Signs)
- Live in Ashville (CD-R, Slippy Town)
- Live summer 2004 (CD-R, Arbitrary Signs)

2005
- Tale Of The Whale (CD-R)
- I Trust My Guitar, Etc (LP, Ecstatic Peace)
- Feel the Crayon (CD-R, Apostasy/Arbitrary Signs / LP, Not Not Fun)
- Nxcxhxcx vol. 1 (LP, no label)

2006
- Inverted Belgium (LP, Hospital Productions)
- For Sada Jane (CD, Textile Records)
- Don and Phil (CD-R, Arbitrary Signs)
- If it's not a Ford it Sux (CD-R, Arbitrary Signs)
- Road Pussy (CD-R, Arbitrary Signs)
- A Panegyric to the Things I Do Not Understand (CD, Gulcher Records)
- Voldoror Dance (CD, Latitudes)
- Black & Blue (CD-R, Arbitrary Signs)

2007
- Last of the retsin - You can't Fuck a Clock / Here Lies the Last of the Redstone (CD-R, Arbitrary Signs)
- Castel Franco Veneto Zagreb Super Report (CD-R, Arbitrary Signs)
- Magik Markers (LP, Spring Press)
- M/M/D/C/ (CD-R, Arbitrary Signs)
- Boss (CD, Ecstatic Peace / LP, Arbitrary Signs)
- Redux aka The Real Mccoy (CD-R, Arbitrary Signs)

2008
- Bored Fortress, split con Vampire Belt (7", Not Not Fun Records)
- Danau Blues (CD-R, Arbitrary Signs)
- For Mary Meyer, the Blind Bear of the Dustbowl (CD-R, Arbitrary Signs)
- Pwtre Ser (CD-R, Arbitrary Signs)
- Gucci Rapidshare Download (CD, 3Lobed)

2009
- Baltimore Trust (CD-R)
- Balf Quarry (LP/CD, Drag City)

2010
- Volodor Dance (CD, Phantom Records)